# Juliusz Glatty
Juliusz Glatty (ur. 12 kwietnia 1908 we Lwowie, zm. 2 października 1984 w Katowicach) – polski scenograf, malarz, reżyser, aktor, rzeźbiarz i marionetkarz, założyciel Śląskiego Teatru Lalki i Aktora „Ateneum” w Katowicach.

## Życiorys
Urodził się 12 kwietnia 1908 roku we Lwowie. Początki jego działalności artystycznej sięgają 1928 roku, kiedy to ukończył tamtejsze gimnazjum i zainteresował się teatrem. Z wykształcenia był natomiast plastykiem.
W 1945 roku powołał pod egidą Związku Walki Młodych teatr, który od 1946 roku nosił nazwę Śląski Teatr Lalki i Aktora Ateneum z siedzibą pierwotnie w Chorzowie, a następnie przy ulicy św. Jana 10 w Katowicach. Jego inauguracja odbyła się 3 września 1945 roku sztuką Marii Kownackiej Dzielny szewczyk, której był reżyserem i scenografem. W teatrze tym sam projektował lalki i dekoracje, często reżyserował wystawiane tu sztuki, a także występował w nich.
W 1954 roku mieszkał przy ulicy H. Jordana 6 w Katowicach.
W 1958 roku jego teatr został upaństwowiony, gdyż zarzucono mu niegospodarność. Jeszcze w tym samym roku przestał być także jego dyrektorem, po czym wrócił do malarstwa.
Zmarł 2 października 1984 roku w Katowicach.
W 2018 roku był jednym z nominowanych do upamiętnienia w katowickiej Galerii Artystów.

## Działalność artystyczna
Wyreżyserował szereg przedstawień teatralnych dla dzieci, a często w nich także występował, w tym m.in.: Dzielnego szewczyka Marii Kownackiej, Cyrk Giennadija Matwiejewa, Pana Twardowskiego Kazimiery Jeżewskiej czy Drewniaczka Pinokia Carla Collodiego. Próbował także stworzyć teatr plastyczny adresowany do dorosłych, przygotowując Szopkę polityczną i Mistrza Piotra Pathelin. 
Jako scenograf współpracował z Operą Śląską w Bytomiu, m.in. przy operach Don Pasquale Gaetana Donizettiego i Uprowadzenie z seraju Wolfganga Amadeusza Mozarta czy balecie Borysa Asafiewa Fontanna Bachczysaraju, a także z Teatrem Satyry i Operetką Śląską.
Projektował też lalki do filmów oraz katowickiej telewizji.